# Аукес, Дауэ
Дауэ Аукес (з.-фриз. Douwe Aukes, нидерл. Douwe Aukes; 1612 — 1668) — фризский капитан Голландской Ост-Индской компании, почитаемый как моряк-герой.

## Биография
Он был сыном другого капитана Голландской Ост-Индской компании, также по имени Дауэ Аукес. Он совершил несколько рейсов в Южную Африку на кораблях Маастрихт и Вреде, а в 1641 году он был капитаном 40-пушечного Вогельстрёйса Амстердамской палаты Голландской Ост-Индской компании, который был командирован на флот Михаила де Рюйтера в 1652 году во время Первой англо-голландской войны (при этом Аукес фактически становятся морским офицером). В какой-то момент во время Плимутского сражения он отбился от остального нидерландского флота и был почти окружен английскими кораблями, но Аукес пригрозил поджечь пороховую камеру и взорвать корабль, но не сдаться. Его команде удалось отбить попытку абордажа англичан, почти потопить два английских корабля, сильно повредить третий и, наконец, воссоединиться с основным нидерландским флотом.
После войны Аукес продолжал оставаться капитаном Голландской Ост-Индской компании, упоминался в документе 1657 года как капитан торгового судна, задействованного в торговле с Левантом, а в одном от 1665 года — как торговец в Амстердаме. Когда Тьерк Хиддес де Врис был убит в 1666 году во время Второй англо-голландской войны, Штаты Фрисландии предложили Аукесу стать лейтенант-адмиралом Адмиралтейства Фрисландии, но Аукес отказался, а затем опять отправился в рейс в Индию, в ходе которого он умер. Он похоронен в Амстердаме в Ауде керк.